# Ибрагим-бей II
Ибрагим-бей (тур.  Ibrahim Bey; родился около 1400 года — умер в 1464 году) — правитель бейлика Караманидов (Караманогуллары). В течение 39 лет своего правления сопротивлялся стремлению османских султанов Мурада II и Мехмеда II оккупировать Караман. Бейлик Ибрагима остался последним из всех Анатолийских княжеств, не присоединённым к территории Османской империи. Заключал союзы с мамлюкским султаном и императором Сигизмундом. В конце жизни был смещён сыном Пир Ахметом и умер вскоре после этого.

## Биография

### Ранние годы
Ибрагим был сыном Султанзаде Мехмета-бея, то есть внуком Нефисе-султан и Алаэддина-бея. Хотя отец Ибрагима был женат на Инджу-султан, дочери османского султана Мехмеда I, но она не была матерью Ибрагима-бея, который, по-видимому, родился от наложницы. В 1432 году Бертрандон де ла Брокьер писал, что Ибрагиму тридцать два года.
Старший брат Ибрагима, Мустафа, погиб в одной из войн, которые вёл их отец. После смерти Мехмета-бея (в 1424 году) у Антальи Ибрагим и его брат Иса, участвовавшие вместе с отцом в осаде города, привезли его тело в Ларинду и похоронили. Брат Мехмета-бея, Бенги Али-бей, получив известие о смерти своего брата, решил стать правителем. 
Он приехал в Конью из Нигде и провозгласил себя беем. Возмущённые Ибрагим и Иса отправились ко двору османского правителя Мурада II и попросили его о помощи. Несмотря на то, что Бенги Али-бей был женат на сестре Мурада, султан отнёсся к их просьбе благожелательно и женил каждого из них тоже на своих сёстрах, дочерях Мехмеда I. Как писал Бертрандон де ла Брокьер, посетивший Ибрагима, бей был «женат на сестре Амурата-бея, который является Великим Турком». Исе-бею Мурад дал санджак в Румелии, а Ибрагим-бей получил от Мурада войско, с которым отправился в Караман. Взамен Ибрагим-бей согласился вернуть османам Ыспарту и Эгридир, которые были переданы Караманидам Тимуром. Ибрагим отправился с османским войском в Караман и осадил дядю в Конье. После недолгого сопротивления Али-бей сдался племяннику. Ибрагим решил не карать Али-бея и отправил его обратно в Нигде, дав ему ещё Акшехир как дирлик. Бенги Али-бей правил в Нигде до смерти, после которой Ибрагим-бей присоединил владения дяди к своим и распространил свою власть на всю территорию Карамана.
К 1424 году в Анатолии осталось только два независимых княжества, ещё не завоёванных османами: Исфендиярогуллары (Джандариды) и Караманогуллары (Караманиды). Их правители всеми силами пытались противостоять поглощению своих княжеств Османской империей. Несмотря на то, что Мурад оказал Ибрагиму помощь в получении власти в Карамане, бей Карамана решил обособиться от султана. В 1426/1427 году Мурад попробовал осадить зятя, однако не смог его победить.

### Борьба за Анатолию
В 1432 году король Кипра Янус умер, новый король, Иоанн II, отправил к «Великому Караману», как называли Ибрагима в Европе, посольство, целью которого было продлить договор между Кипром и Караманом. Вместе с этим посольством в Ларинде и Конье побывал Бертрандон де ла Брокьер. По словам де ла Брокьера, хотя Ибрагим и связан с султаном родством, но ненавидит его за то, что тот «отнял у него часть Карамана». Также де ла Брокьер писал, что Ибрагим боится напасть на султана, но путешественник выразил уверенность, что Ибрагим не замедлит напасть на шурина, если он увидит, что султан «успешно атакован европейцами».

Путешественник был прав, Ибрагим без колебаний предавал султана. Он заключил союз с Сигизмундом и в 1433 году захватил города бывшего бейлика Хамидогуллары, Эгридир и Ыспарту, которые сам ранее вернул Мураду в обмен на помощь. После такого явного объявления войны Мурад II выступил против него. Султан требовал от Ибрагима возврата земель Хамидидов и угрожал зятю, что он даст войска его брату. Вероятно, Мурад планировал отдать Караман более послушному брату Ибрагима-бея Исе. В 1435 году Ибрагиму пришлось пойти на уступки и заключить с Мурадом мирное соглашение, по которому земли Хамидидов оставались под властью Османской империи. Но Ибрагим не успокоился и решил захватить земли на востоке. При поддержке мамлюкского султана Ибрагим-бей одержал победу над Дулкадиридом Мехмедом-беем и взял Карахисар и Кайсери. Мурад, опасаясь излишнего усиления непокорного зятя, заключил соглашение с Дулкадиром и помог ему в 1436/37 году вернуть Кайсери. Затем Мурад захватил Акшехир и Бейшехир, и все попытки Караманидов вернуть их были неудачны. У Акшехира в бою погиб Иса-бей, в это время поддерживавший брата.
В 1437 году между двумя сторонами был заключён мирный договор. После этого Ибрагим-бей пять-шесть лет не совершал никаких действий против османов, по крайней мере в хрониках нет упоминаний об Ибрагиме. В 1443 году Ибрагим воспользовался неудачным участием Мурада в военных действиях на Балканах и отправил армию под командованием своего зятя Тургутоглу Хасан-бея на Анкару, Бейпазары, Кютахью, Карахисар, Болвадин и Хамид, которые были разрушены и разграблены. Мурад II вернулся из Румелии после подписания в июле мирного договора в Сегеде с венграми и разбил войско Ибрагима. По словам османского историка Мехмеда Нешри (1450—1520), Ибрагим отправил к Мураду свою жену, сестру Мурада, своего визиря, Сервет-агу, и своего муфтия, Сари Якуба. Сестра Мурада, бывшая замужем за Ибрагимом, упала в ноги брату и с плачем сказала: «Зачем ты отдал меня ему, если ты теперь приходишь, чтобы разрушить мой дом?» Якобы, после этого Ибрагим сдался Мураду, султан взял с Ибрагима слово, что тот не станет бунтовать, и простил зятя. Мурад заключил мир с Ибрагимом, хотя условия для Караманида были довольно суровы и ставили его в положение вассала. Возможно, что причиной того, что Мурад простил зятя была необходимость срочно отбыть на Балканы. В 1444 году венгры нарушили сегедский договор. В последовавших битве при Варне (1444) и Косовской битве (1448) на стороне османов принимали участие сын Ибрагима и отряды из Карамана.
Не достигнув успеха на своих западных и восточных границах, Ибрагим-бей обратил своё внимание на юг, на средиземноморское побережье. В 1448 году Ибрагим-бей отвоевал у Кипрского королевства крепость Корикос, которую не смог взять его дед Алаэддин-бей. Это завоевание не повлияло на торговые связи между Кипром и Караманидами. Венецианцы были вынуждены не ссориться с Ибрагимом, чтобы не лишиться возможности использовать его порты. Ибрагим-бей предоставил венецианцам специальные торговые концессии в пределах своей страны.

### В правление Мехмеда II

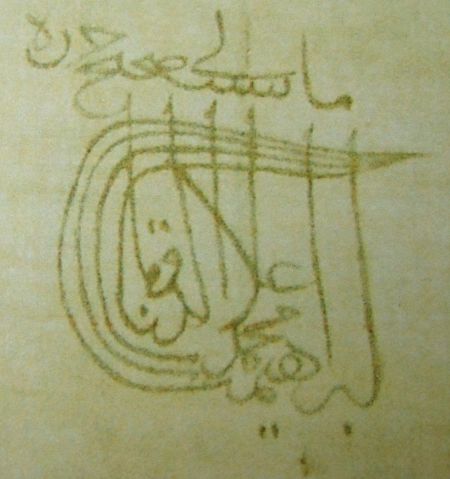
Тугра Ибрагима-бея.

В 1451 году умер Мурад и султаном стал Мехмед II. Он сразу начал готовиться к захвату Константинополя и начал с заключения договоров с венецианцами и венграми. Затем он решил привести к покорности Ибрагима. Однако в это время византийцы неумело попытались припугнуть Мехмеда, напомнив ему, что при их дворе проживает претендент на османский престол, внук Сулеймана-челеби, Орхан-челеби. Мехмед немедленно заключил мир с Ибрагимом, чтобы развязать себе руки для осады Константинополя. В это время Ибрагим подписал торговое соглашение и с венецианским посланником в Османской империи, который посещал Конью.
В последние годы Ибрагим был верен договору с Мехмедом. Войска Ибрагима участвовали в османской кампании против Кастамону, города Исфендиярогуллары и Трабзона. Исафендияроглу Кизил Ахмед, сбежавший из своего бейлика, искал у Ибрагима приюта и помощи, но Ибрагим решил не рисковать и не принял его. К этому моменту бейлик Ибрагима остался единственным из всех ранее существовавших анатолийских бейликов.
Из 7 сыновей Ибрагима шестеро (среди которых были Пир-Ахмет-бей, Касым-бей и Алаэддин) родились от дочери Мехмеда I. По словам ранних османских летописцев, Ибрагим-бей не любил этих детей из-за их османской крови и предпочитал им Исхака, сына наложницы, сделав его наследником. Когда в 1463/1464 году отец серьёзно заболел, Пир Ахмед осадил Ибрагима и Исхака в Конье. Ибрагим-бею с Исхаком пришлось бежать, а Пир Ахмет провозгласил себя правителем. Старый правитель умер по дороге в крепость Гевеле, Пир Ахмет доставил его тело в Ларинду и похоронил возле его имарета.

## Личность
Бертрандон де ла Брокьер писал, что Ибрагим «очень красивый принц … и ему в его стране повинуются». Путешественник сообщал, что мать Ибрагима была христианкой и крестила сына по «греческому обряду». Так же Бертрандон писал, что Ибрагим «великий сеньор», но при этом слабый и трусливый.
Ибрагим был энергичным, воинственным и амбициозным, как его отец и дед. Ибрагим-бей строил много сооружений: кроме имарета в Ларинде он построил многочисленные общественные здания, мечети, медресе, мосты и оросительные каналы. Он также был покровителем художников и учёных. В Карамане (бывшая Ларинда) археологи раскопали остатки дворца Ибрагима.

### Жестокость Ибрагима
Ибрагим был человеком жестокого нрава, казнившим многих визирей. Ещё при жизни о нём говорили, что «он жестокий человек, и что не проходит и нескольких дней, чтобы он не осудил кого-нибудь к отрезанию носов, ног или рук, или к смерти». При этом его обвиняли в том, что он осуждал своих богатых подданных, чтобы завладеть их имуществом. О кровожадности Ибрагима встречавшийся с ним Бертрадон писал:
За восемь дней до моего приезда он присудил одного к разрыванию на куски собаками. Через два дня после этой казни он приказал убить одну из своих жён, мать его старшего сына [Исхака], который, когда я видел его, ничего не знал об этом убийстве.Бертрандон де ла Брокьер

## Комментарии
1. ↑  По словам де ла Брокьера, «карман имел брата, которого он изгнал из страны, и тот укрылся при дворе султана, где нашёл убежище»[3].

### На русском языке
- Босворт К. Э. Мусульманские династии. Справочник по хронологии и генеалогии / Пер. с англ. П. А. Грязневича. Ответственный редактор И. П. Петрушевский. — М.: Наука, 1971. Архивировано 29 октября 2017 года.
- Лэн-Пуль С. Мусульманские династии. Хронол. и генеал. табл. с ист. введ. / Перевод: В. В. Бартольд. — М.: Вост. лит, 2004. — 310 с. — ISBN 5020184462. — ISBN 9785020184466.
- Петросян Ю. А. Османская империя. — М.: Алгоритм, 2013. — 304 с. — ISBN 978-5-4438-0100-1.

### На других языках
- Мехмед Нешри. Огледало на света: История на османския двор (болг.) / ред. Мария Калицин. — София: ОФ, 1984. — 420 с.
- AKÖZ Alaaddin. The Ahidnâme Which Was Given By Karamanoğlu İbrahim Bey II To The Ottoman Sultan Murad II (англ.) // Selçuk Üniversitesi Türkiyat Araştırmaları Dergisi. — 2005. — Iss. 18. — P. 159—178.
- Alderson Anthony Dolphin. The Structure of the Ottoman Dynasty (англ.). — Oxford: Clarendon Press, 1956. — 186 p.
- Bertrandon de La Brocquière. The Travels of Bertrandon de La Brocq́uière …: To Palestine, and His … / Thomas Johnes. — At the Hafod press, by J. Henderson, 1807. — 353 с.
- Bertrandon de La Brocquière. Le voyage d'outremer de Bertrandon de la Broquière : premier conseiller de Philippe le Bon, duc de Bourgogne / Charles Henri Auguste Schefer. — Paris: E. Leroux, 1892. — 430 с.
- Durukan A. İbrahim Bey İmareti ve kümbeti // Islam Ansiklopedisi. — 2000. — Vol. 21. — P. 287—290.
- Emecen F. Anatolian emirates (THE KARAMANIDS) // Encyclopedia of the Ottoman Empire :  [англ.] / Ágoston G., Bruce A. M.. — 2009. — P. 40. — ISSN 0-8160-6259-5.
- Kaya A. M. Avşar Türkmenleri (тур.). — Dadaloğlu Eğitim, Kültür, Sosyal Yardımlaşma ve Dayanışma Derneği, 2004. — 275 с. — ISBN 9755691499.
- Kramers J. H. Karaman-Oghullari / In Houtsma, Martijn Theodoor. — Leiden: E.J. Brill, 1927. — Vol. II. — С. 748—752. — (E.J. Brill's first encyclopaedia of Islam, 1913–1936).
- Şahin H. Anadolu beylikleri el kitabı. — Ankara: Grafiker Yayinlari, 2016. — 448 с. — S. 269—290. — ISBN 605924730X.
- Sumer F. Karaman-Oghullari (англ.) / ed. by P. J. Bearman, Th. Bianquis, C. E. Bosworth, E. van Donzel, B. Lewis, W. P. Heinrichs et al.. — Leiden: E.J. Brill, 1997. — Vol. IV. — P. 619—625. — (Encyclopaedia of Islam, New Edition).
- Sumer F. Karamanogullari (тур.) // Islam Ansiklopedisi. — 1995. — Vol. 24. — S. 454—460.
- Taşkıran H. Tâceddin II. İbrahim Bey Döneminde (1423-1464) Karamanoğullarının Hristiyan Devletlerle İlişkilerinin Genel Seyri // Uluslararası Sosyal Araştırmalar Dergisi : Journal of International Social Research. — 2016. — Т. 9, № 42. — С. 797—808.
- Uzunçarşılı I.H. Karamanoğulları Devri Vesikalarından İbrahim Beyin Karaman İmareti Vakfiyesi // Belleten. — 1937. — Vol. 1. — Вып. 1. — S. 54—163. — ISSN 0041-4255.